# Carla Hayden
Carla Diane Hayden (Tallahassee, 10 de agosto de 1952) es una bibliotecaria estadounidense y la decimocuarta bibliotecaria del Congreso. Hayden fue la primera mujer y la primera afroamericana en ocupar el cargo. Fue también la primera bibliotecaria profesional nombrada para el puesto en más de 60 años.
El 8 de mayo de 2025 fue cesada de su cargo por el presidente Donald Trump. Aunque no se especificó un motivo para ello en el momento del cese, posteriormente Karoline Leavitt, secretaria de prensa de la Casa Blanca, afirmó que "no satisfacía las necesidades del pueblo estadounidense" y que su despido se debió a "cosas bastante preocupantes que había hecho en la Biblioteca del Congreso en pos de la DEI".
Entre 1993 y 2016, Hayden fue directora ejecutiva de la Enoch Pratt Free Library en Baltimore, Maryland, y presidenta de la American Library Association (ALA) de 2003 a 2004. Durante su presidencia, fue la voz principal de la ALA al hablar en contra de la recién aprobada Ley Patriótica de los Estados Unidos.

## Infancia
Es hija de Colleen Hayden (nacida Dowling), una trabajadora social, y Bruce Kennard Hayden, Jr., en ese momento director del Departamento de Cuerdas de la Universidad Agrónoma y Mecánica de Florida en Tallahassee. Sus padres se conocieron mientras asistían a la Millikin University en Decatur, Illinois. Hayden creció en Queens, Nueva York, y cuando tenía 10 años, sus padres se divorciaron y se mudó con su madre a Chicago, Illinois. Tenía un hermanastro más joven del segundo matrimonio de su padre, Bruce Kennard Hayden, III, que murió en 1992.
Por parte de la familia de la madre de Hayden viene de Helena, Arkansas. El lado materno de su padre,se estableció finalmente en Du Quoin, llinois. Su padre había sido esclavo, lo que se relata en el libro, Es bueno ser negro, de Ruby Berkley Goodwin.
Hayden dijo que su pasión por la lectura se inspiró en Bright April, de Marguerite de Angeli, el libro de 1946 sobre una joven afroamericana que estaba en los Brownies. En la South Shore High School de Chicago, Hayden se interesó por los libros sobre historia británica y "misterios acogedores". Asistió a MacMurray College en Jacksonville, Illinois, y luego se trasladó a la Universidad Roosevelt.
Si bien le encantaban las bibliotecas, no lo consideró una carrera hasta que se graduó de la Universidad Roosevelt con especialización en ciencias políticas e historia africana en 1973. Hayden obtuvo su maestría en Biblioteconomía en 1977 y un doctorado en Biblioteconomía en 1987, ambos de la Facultad de Biblioteconomía de la Universidad de Chicago.

## Carrera

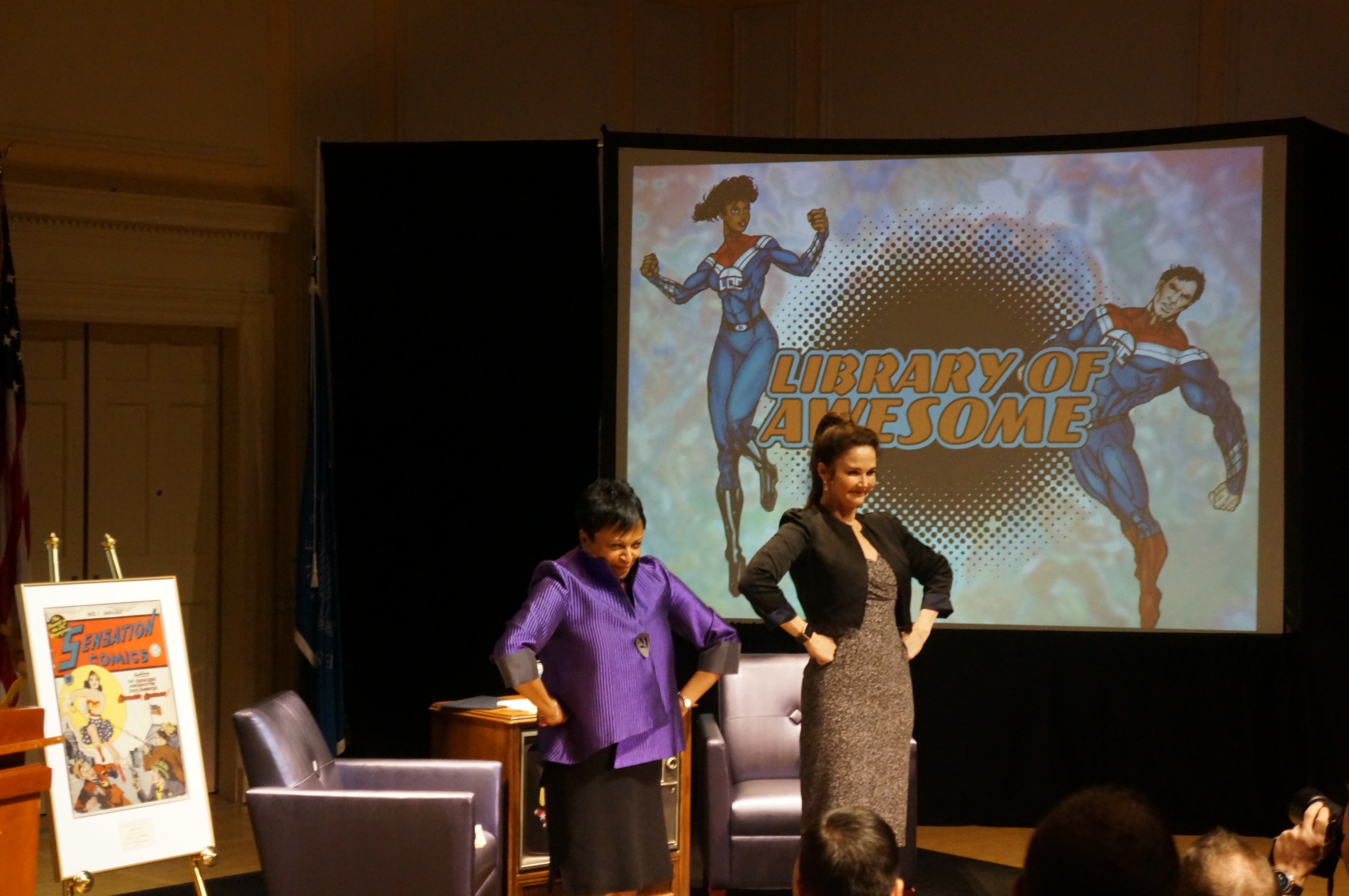
Hayden (izquierda) posa con la actriz Lynda Carter

Hayden comenzó su carrera en la biblioteca en la Biblioteca Pública de Chicago. De 1973 a 1979, trabajó como Asociada / Bibliotecaria de Niños y de 1979 a 1982, fue Coordinadora de Servicios para Jóvenes Adultos. De 1982 a 1987, Hayden trabajó como Coordinadora de Servicios de Biblioteca en el Museo de Ciencia e Industria de Chicago.
Hayden se mudó a Pittsburgh, donde fue profesora asociada, enseñando en la Facultad de Ciencias de la Información de la Universidad de Pittsburgh de 1987 a 1991. En ese momento, conocidos bibliotecarios afroamericanos, EJ Josey y Spencer Shaw, estaban en la facultad allí.
Luego, Hayden regresó a Chicago y se convirtió en Comisionada Adjunta y Bibliotecaria Jefe de la Biblioteca Pública de Chicago, cargos que ocupó de 1991 a 1993. Durante su tiempo trabajando en la Biblioteca Pública de Chicago, Hayden conoció a Michelle Obama y Barack Obama.
De 1993 a 2016, Hayden fue Directora Ejecutiva de la Biblioteca Gratuita Enoch Pratt de Baltimore.

## Biblioteca gratuita de Enoch Pratt
El 1 de julio de 1993, Hayden fue designada directora de la Biblioteca Enoch Pratt Free, el sistema de bibliotecas públicas en Baltimore, Maryland.
Durante su mandato, Hayden supervisó una cooperativa de bibliotecas con 22 ubicaciones, cientos de empleados y un presupuesto anual de 40 millones de dólares. También supervisó la primera apertura de una nueva sucursal en 35 años junto con la renovación de la sucursal central de la cooperativa, a un costo de 112 millones de dólares. Durante las protestas de 2015 por la muerte de Freddie Gray, Hayden mantuvo abiertas las bibliotecas de Baltimore, un acto por el cual recibió grandes elogios.
Cuando se le preguntó sobre el incidente en una entrevista de la revista Time de 2016, dijo que la biblioteca se convirtió en un centro de comando al cerrar muchas tiendas en la comunidad y que "sabíamos que [las personas] buscarían ese lugar de refugio, alivio y oportunidad ". Dejó este cargo el 11 de agosto de 2016.

## Presidencia de ALA
Como presidenta de la American Library Association (ALA) de 2003 a 2004, Hayden eligió el tema "Equidad de acceso".
En su papel de presidenta de ALA, Hayden se manifestó públicacimente en contra de la Ley Patriota, liderando una batalla por la protección de la privacidad de los usuarios de la biblioteca. Ella se opuso especialmente a los permisos especiales contenidos en la Sección 215 de esa ley, que otorgaban al Departamento de Justicia y al FBI el poder de acceder a los registros de usuarios de la biblioteca. Hayden a menudo se enfrentó públicamente con el entonces fiscal general de los Estados Unidos, John Ashcroft, por el lenguaje de la ley. Ashcroft a menudo ridiculizaba a la comunidad bibliotecaria, y declaró que el ALA había sido "engañado para que se opusiera a las disposiciones de la ley que facilitan a los agentes del FBI la búsqueda en los registros de la biblioteca". La respuesta de Hayden fue inmediata, afirmando que el ALA estaba "profundamente preocupado de que el Fiscal General fuera tan abiertamente despectivo" (a la comunidad bibliotecaria), al tiempo que señalaba que los bibliotecarios habían sido monitoreados y habían estado bajo vigilancia del FBI desde McCarthy. Era Hayden afirmó que Ashcroft debería divulgar información sobre el número de bibliotecas que habían sido visitadas bajo las disposiciones de la Sección 215. Hayden declaró que la preocupación surgió para asegurarse de que existiera un equilibrio "entre la seguridad y las libertades personales".
 

Como resultado de su defensa de los derechos de todos los estadounidenses, se convirtió en la Mujer del Año 2003 de la revista Ms. En su entrevista con la revista, ella declaró:
Las bibliotecas son una piedra angular de la democracia, donde la información es gratuita y está disponible para todos por igual. La gente tiende a dar eso por sentado, y no se dan cuenta de lo que está en juego cuando se pone en riesgo.
 Hayden dice: "(los bibliotecarios) son activistas, que participan en el aspecto del trabajo social de la biblioteconomía. Ahora somos luchadores por la libertad..." Junto con sus objeciones a la Ley Patriota, Hayden ha hecho mucho en su carrera en programas de divulgación. Como presidente de ALA, ella escribió: 
 En un momento en que nuestro público se ve desafiado en múltiples frentes, tenemos que volver a comprometernos con el ideal de proporcionar acceso equitativo a todos, en cualquier lugar, en cualquier momento y en cualquier formato... Al adoptar finalmente la igualdad de acceso, estaremos afirmando nuestros valores centrales, reconociendo las realidades y asegurando nuestro futuro. 
 Un programa por el que fue notablemente conocida es por el programa de divulgación que comenzó en la Biblioteca Gratuita Enoch Pratt. Este programa de divulgación incluyó "un centro extracurricular para adolescentes de Baltimore que ofrece asistencia con la tarea y asesoramiento universitario y profesional". Debido a esto, Hayden recibió el Premio Bibliotecaria del Año de Library Journal.
En enero de 2010, el presidente Barack Obama anunció su intención de nombrar a Hayden miembro de la Junta de Servicios del Museo y la Biblioteca Nacionales y de la Fundación Nacional de las Artes y las Humanidades.

## XIV Bibliotecaria del Congreso

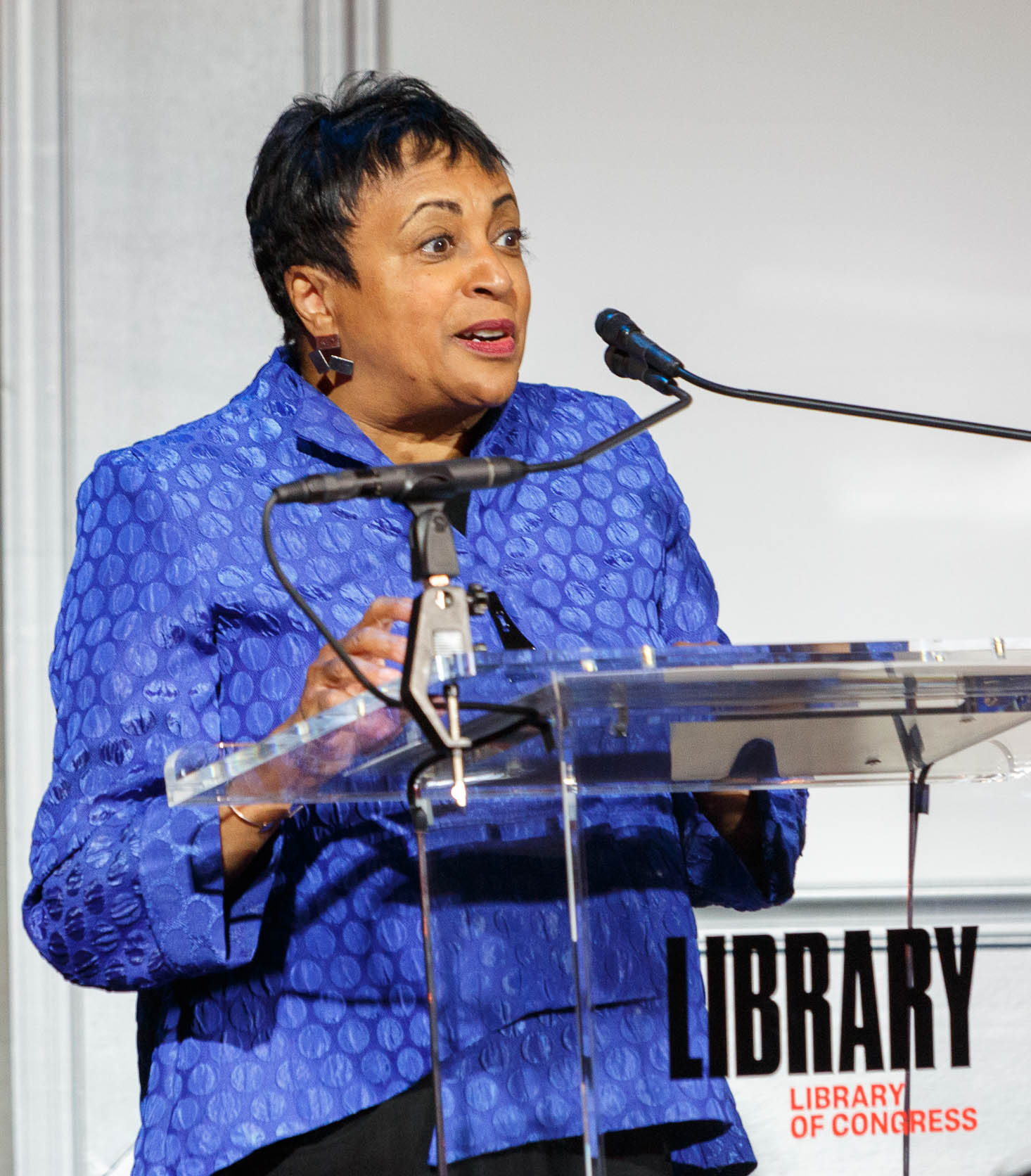
Hayden habla en 2019

El 24 de febrero de 2016, el presidente Barack Obama nominó a Hayden para servir como la próxima bibliotecaria del Congreso. En un comunicado de prensa de la Casa Blanca, el presidente Obama declaró: 
 Michelle y yo conocemos a Carla Hayden desde hace mucho tiempo, desde sus días trabajando en la Biblioteca Pública de Chicago, y me enorgullece nominarla para dirigir la institución federal más antigua de nuestra nación como nuestra decimocuarta Bibliotecaria del Congreso. Hayden ha dedicado su carrera a modernizar las bibliotecas para que todos puedan participar en la cultura digital actual. Ella tiene la experiencia comprobada, la dedicación y el profundo conocimiento de las bibliotecas de nuestra nación para servir bien a nuestro país y es por eso que espero trabajar con ella en los próximos meses. Si se confirma, Hayden sería la primera mujer y el primer afroamericano en ocupar el puesto, los cuales están retrasados desde hace mucho tiempo. 
 Después de su nominación, más de 140 organizaciones bibliotecarias, editoriales, educativas y académicas firmaron una carta de apoyo. La carta decía en parte que el Congreso tenía "la oportunidad de equipar a la Biblioteca y al país con la combinación única de habilidades y sensibilidades profesionales que la Dr. Hayden aportará al cargo".
La nominación fue recibida por el Senado de los Estados Unidos y remitida al Comité de Reglas y Administración. El 20 de abril de 2016, el Comité de Reglas y Administración, presidido por el senador Roy Blunt con Charles E. Schumer como miembro de mayor rango, celebró la audiencia de confirmación. Hayden se opuso a la Ley de Protección de Internet para Niños de 2000 (CIPA), que fue un punto de conflicto en su nominación para convertirse en Bibliotecaria del Congreso.
El 13 de julio de 2016, fue confirmada como Bibliotecaria del Congreso por una votación de 74-18 en el Senado de los Estados Unidos. Hayden prestó juramento antePresidente de la Corte Suprema de los Estados Unidos, John Roberts, el 14 de septiembre de 2016. Aunque más del ochenta por ciento de los bibliotecarios estadounidenses son mujeres, durante más de doscientos años el cargo de Bibliotecario del Congreso fue ocupado exclusivamente por hombres blancos, convirtiendo a Hayden en la primera mujer y el primer afroamericano en ocupar el cargo. Cabe destacar que también es bibliotecaria de profesión. Muchos ex bibliotecarios del Congreso han sido estudiosos e historiadores.
Como Bibliotecaria del Congreso, Hayden dice que espera continuar "el movimiento para abrir el cofre del tesoro que es la Biblioteca del Congreso". Hayden dijo que gran parte de sus primeros esfuerzos se centrarán en construir y la retención personal. En los próximos cinco años, Hayden también se centrará en asegurarse de que al menos la mitad de los 162 millones de artículos de la biblioteca estén digitalizados, especialmente colecciones raras. Hayden espera que la biblioteca tenga presentaciones y transmisiones en vivo y que las exhibiciones itinerantes recorran América que se relacionan con la programación educativa para niños en edad escolar.
Hayden aspira a modernizar la institución durante su mandato, preservando la colección y modernizando el acceso a ella, ya que será la primera bibliotecaria del Congreso nombrada "desde la llegada de Internet". En un comunicado de prensa de la Oficina de ALA en Washington, la Presidenta de ALA, Julie Todaro, dijo: "Hayden tiene una profunda comprensión del papel integral que desempeñan las bibliotecas en la educación formal, el aprendizaje basado en la comunidad y la promoción de oportunidades individuales y el progreso de la comunidad. Creo que a través de su liderazgo visionario, la Biblioteca del Congreso pronto reflejará el entorno de información en rápida evolución de la sociedad, al tiempo que preservará con éxito el registro cultural de los Estados Unidos". Ella habló de su deseo de llegar a personas fuera de Washington D. C., especialmente en áreas rurales y en formatos accesibles para personas con discapacidades visuales. Otro de sus objetivos principales es mejorar la infraestructura y la "capacidad tecnológica" de la Biblioteca del Congreso. No está decidida si la Oficina de Derechos de Autor de los Estados Unidos, supervisada por la Biblioteca, debe ser independiente de la Biblioteca, pero cree que la Oficina debería ser "completamente funcional" y poder cumplir con sus mandatos para proteger a los creadores.  
En enero de 2017, Hayden recibió a Daliyah Marie Arana, de 4 años, como Bibliotecaria del Congreso por el día.

## Reconocimientos
En 1995, Hayden fue honrada con el Premio Nacional de Bibliotecaria del Año por Library Journal , convirtiéndose en el primer afroamericano en recibir el prestigioso premio. Su compromiso con la equidad de acceso fue fundamental para el honor.  
- 1995: Library Journal, Premio Bibliotecario del Año.
- 1995: Universidad de Loyola Maryland, Medalla Andrew White.
- 1996: DuBois Circle of Baltimore, Premio Legacy of Literacy.
- 1998: Universidad Johns Hopkins, Medalla del Presidente
- 2003: The Daily Record , Top 100 Women de Maryland.[52]
- 2003: Ms. Magazine , Mujer del año.
- 2006: American Library Association, Jean E. Coleman Library Outreach Lecture.[53]
- 2013: Asociación Americana de Bibliotecas, Premio Joseph W. Lippincott.[54]
- 2015: American Library Association, Jean E. Coleman Library Outreach Lecture.
- 2016: Fortune , los 50 líderes más grandes del mundo.[55]
- 2017: título honorario del Colegio de William & Mary.[56]
- 2018: Miembro honorario, American Library Association.[57]
- Premio Biblioteca Newberry por servicio a las Humanidades.
- Coalición de 100 mujeres negras, premio portador de la antorcha.
- Colegio de Notre Dame de Maryland, Premio Pro Urbe.
- Gran Liga Urbana de Baltimore, Premio Whitney M. Young, Jr.
- Premio Líder YWCA, Baltimore.
- Medalla de distinción de Barnard College.
- Universidad de Baltimore, título honorario de Doctor en Letras Humanas.
- Universidad Estatal Morgan, título honorario de Doctor en Letras Humanas.
- McDaniel College, título honorario de Doctor en Letras Humanas.
- Universidad de Wake Forest, título honorario de Doctor en Letras Humanas.[58]
- 2019: Universidad de Nueva York, título honorario de Doctor en Letras Humanas.

## Membresías
- 2015–2016: Fundación de la comunidad de Baltimore, Fideicomisario.[59]
- Maryland African American Museum Corporation, Miembro de la Junta.
- Goucher College, miembro de la Junta.
- Franklin and Eleanor Roosevelt Institute and Library, Miembro de la Junta.
- Sociedad Histórica de la Ciudad de Baltimore, Miembro de la Junta.
- Baltimore Reads, miembro de la Junta.
- Sociedad Histórica de Maryland, Miembro de la Junta.
- Greater Baltimore Cultural Alliance, Miembro de la Junta.
- Open Society Institute – Baltimore, Miembro de la Junta.
- PALINET, Miembro de la Junta.
- Hospital del Sinaí, miembro de la Junta.
- Facultad de Ciencias de la Información de la Universidad de Pittsburgh, Miembro de la Junta.
- 2007 – Baltimore Gas and Electric, Miembro de la Junta.[60]
- 2010 – Junta de Servicios del Museo Nacional y de la Biblioteca, miembro.[61]
- 2010 – Fundación Nacional de las Artes y las Humanidades, Miembro.
- Campaña de caridad combinada de la ciudad de Baltimore, presidente.
- Instituto Americano de Estudios Psicológicos Urbanos, Miembro de la Junta.
- Instituto Kennedy-Krieger, Miembro de la Junta.
- Museo de Historia Afroamericana de Maryland, Miembro de la Junta.
- YWCA, Miembro de la Junta.
- Consejo de Bibliotecas Urbanas, Miembro de la Junta.

## Publicaciones
- RTK Editorial Committee; American Library Association (1992). «A New Way of Thinking about Librarians by Carla Hayden».  En Schuman, Patricia Glass; Crist, Margo; Curry, eds. Your Right to Know: Librarians Make It Happen: Conference Within a Conference Background Papers. Chicago, IL: American Library Association. pp. 34-37. OCLC 30037844.

### Libros
- Hayden, Carla Diane, ed. (1992). Venture into Cultures: A Resource Book of Multicultural Materials and Programs (1st edición). Chicago, IL: American Library Association. ISBN 978-0-838-90579-1. OCLC 24953316. – 2nd revised edition builds upon this edition
- Hayden, Carla Diane (1987). A Frontier of Librarianship: Services for Children in Museums. Chicago, IL: University of Chicago. OCLC 23706364.

### Capítulos de libros
- American Library Association. Office for Literacy and Outreach Services; Hayden, Carla D. (foreword by) (2004).  Osborne, Robin, ed. From Outreach to Equity: Innovative Models of Library Policy and Practice. Chicago, IL: American Library Association. pp. ix–x. ISBN 978-0-838-93541-5. OCLC 54685483.
- Hayden, Carla D. (1994). «New approaches to black recruitment».  En Josey, Elonnie Junius (E.J.), ed. The Black Librarian in America Revisited. Metuchen, NJ: Scarecrow Press. pp. 55-64. ISBN 978-0-810-82830-8. OCLC 29519257.

### Artículos seleccionados
- Hayden, Carla D. (1985). «Museum of Science and Industry Library». Science & Technology Libraries 6 (1–2): 47-54. doi:10.1300/J122v06n01_06.
- Hayden, Carla D. (1986). «Literature for and about black adolescents». Illinois Libraries 68: 372-374.
- Hayden, Carla; Raseroka, Helen Kay (1988). «The Good and the Bad: Two Novels of South Africa». Children's Literature Association Quarterly 13 (2): 57-60. doi:10.1353/chq.0.0619.
- Hayden, Carla D. (1989). «Multicultural Literature and Library Services for Children: A Continuing Challenge for the New Century». 55th IFLA Council and General Conference Paris, France 19-26 August 1989. The Hague (Netherlands): IFLA General Conference. pp. 2-4. OCLC 438720810.
- Hayden, CD (1991). Niños y tecnología informática en bibliotecas americanas. Libros de autores e ilustradores afroamericanos para niños y adultos jóvenes, 14.
- Hayden, CD (2003). ALA reafirma los valores centrales, el compromiso con los miembros. Boletín sobre libertad intelectual, 52 (6), 219.
- Hayden, CD (2003). Equidad de acceso: el momento es ahora. Bibliotecas americanas, 34 (7), 5.
- Hayden, CD (2003). Mensaje del presidente de ALA: algo para todos @ su biblioteca. Bibliotecas americanas, 5–5.
- Hayden, CD (2003). Mensaje del presidente de ALA: ¿Para qué sirven las bibliotecas?. Bibliotecas americanas, 5–5.
- Hayden, CD (2004). Declaración del Presidente de ALA ante el Comité Judicial. Boletín sobre libertad intelectual, 53 (1), 1–35.
- Hayden, CD (2004). Mensaje del Presidente de ALA: El Equity Strule debe continuar. Bibliotecas americanas, 5–5.
- Hayden, CD (2004). Mensaje del presidente de ALA: las bibliotecas importan porque la gente cree en ellas. Bibliotecas americanas, 35 (1), 5–5.
- Hayden, CD (2004). Mensaje del Presidente de ALA: Abogacía desde afuera y desde adentro. Bibliotecas americanas, 35 (2), 5–5.
- Hayden, CD (2004). Mensaje del presidente de ALA: llegar a los marginados. Bibliotecas americanas, 35 (3), 5–5.
- Hayden, CD (2004). Mensaje del Presidente de ALA: Construyendo accesibilidad para todos. Bibliotecas americanas, 35 (4), 5–5.
- Hayden, CD (2008). Gratis es nuestro segundo nombre. Bibliotecario descarado, (146), 10-11.

### Tesis/disertación
- Waters, Carla Diane Hayden (1977). A Public Library Program for the Parent and Preschool Child. Chicago, IL: University of Chicago. OCLC 6178030.